# Фејетвил (Тенеси)
Фејетвил (енгл. Fayetteville) град је у америчкој савезној држави Тенеси.

## Демографија
По попису из 2010. године број становника је 6.827, што је 167 (-2,4%) становника мање него 2000. године.
| Група             | 2000.         | 2010.         |
| Белци             | 4.963 (71,0%) | 4.795 (70,2%) |
| Афроамериканци    | 1.834 (26,2%) | 1.616 (23,7%) |
| Азијати           | 21 (0,3%)     | 41 (0,6%)     |
| Хиспаноамериканци | 57 (0,8%)     | 235 (3,4%)    |
| Укупно            | 6.994         | 6.827         |